# Tourula
Tourula est un quartier de Jyväskylä en Finlande.

## Description
Tourula est séparée du centre-ville par la rivière Tourujoki, qui était la frontière entre la ville de Jyväskylä et la municipalité rurale de Jyväskylä, lorsque Tourula appartenait à la municipalité rurale de Jyväskylä.
Autrefois Tourula abritait la fabrique nationale de fusils et la papeterie de Kangas (fi).
De nos jours, Kangas devient une zone d'habitation et d'entreprenariat.

## Lieux et monuments

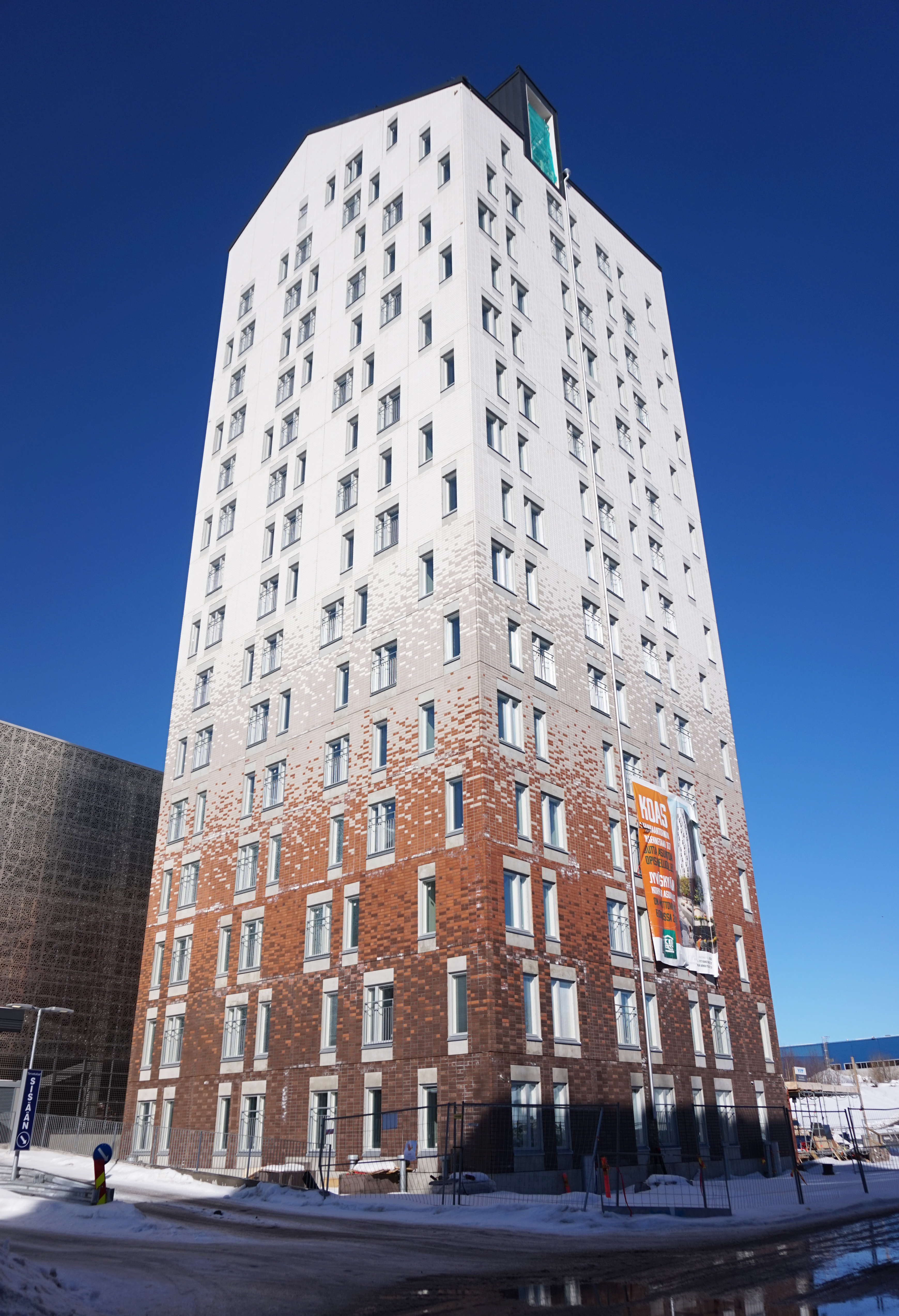
La tour KOAS à Kangas.
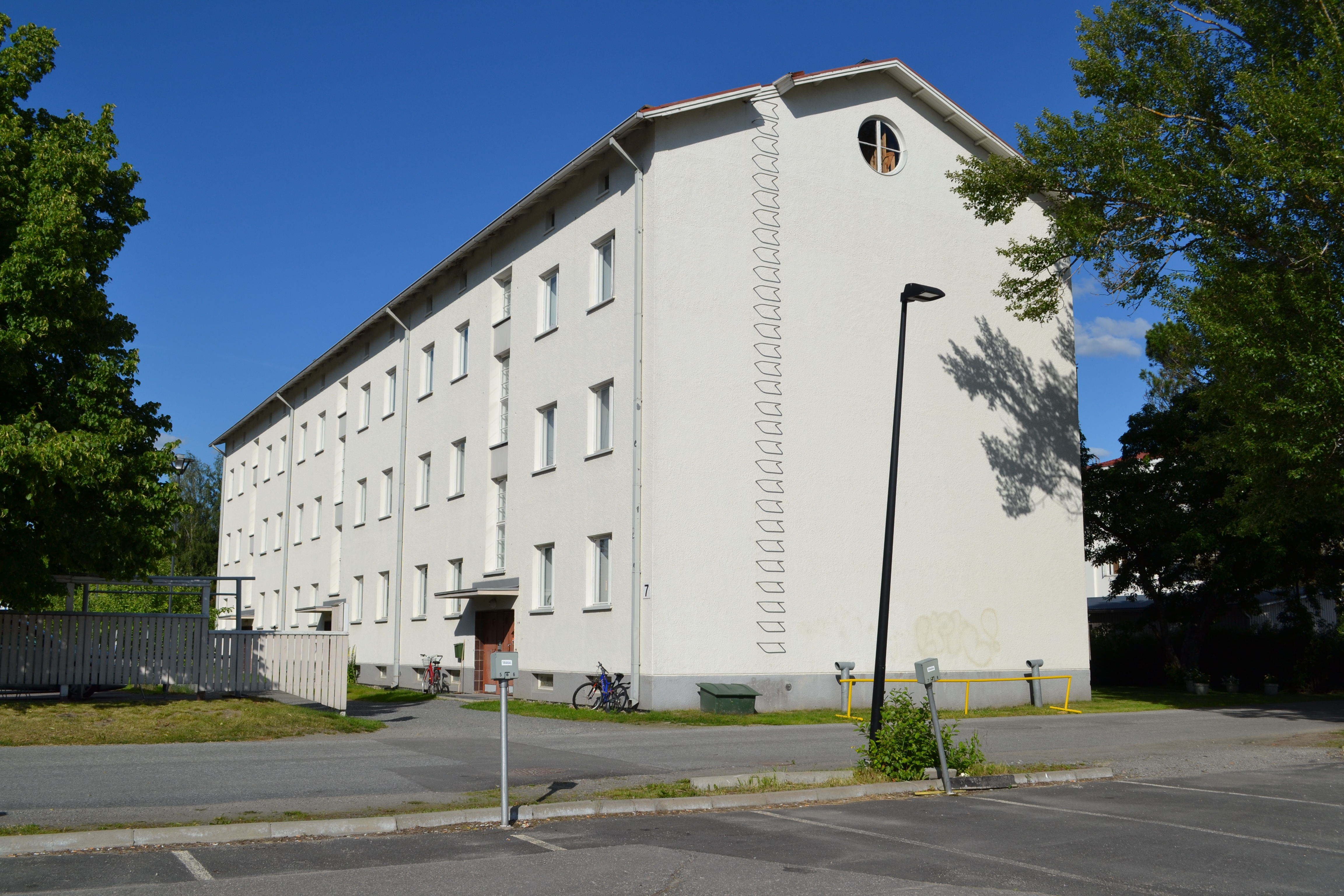
Maison fonctionnaliste de la rue Kivääritehtaankatu
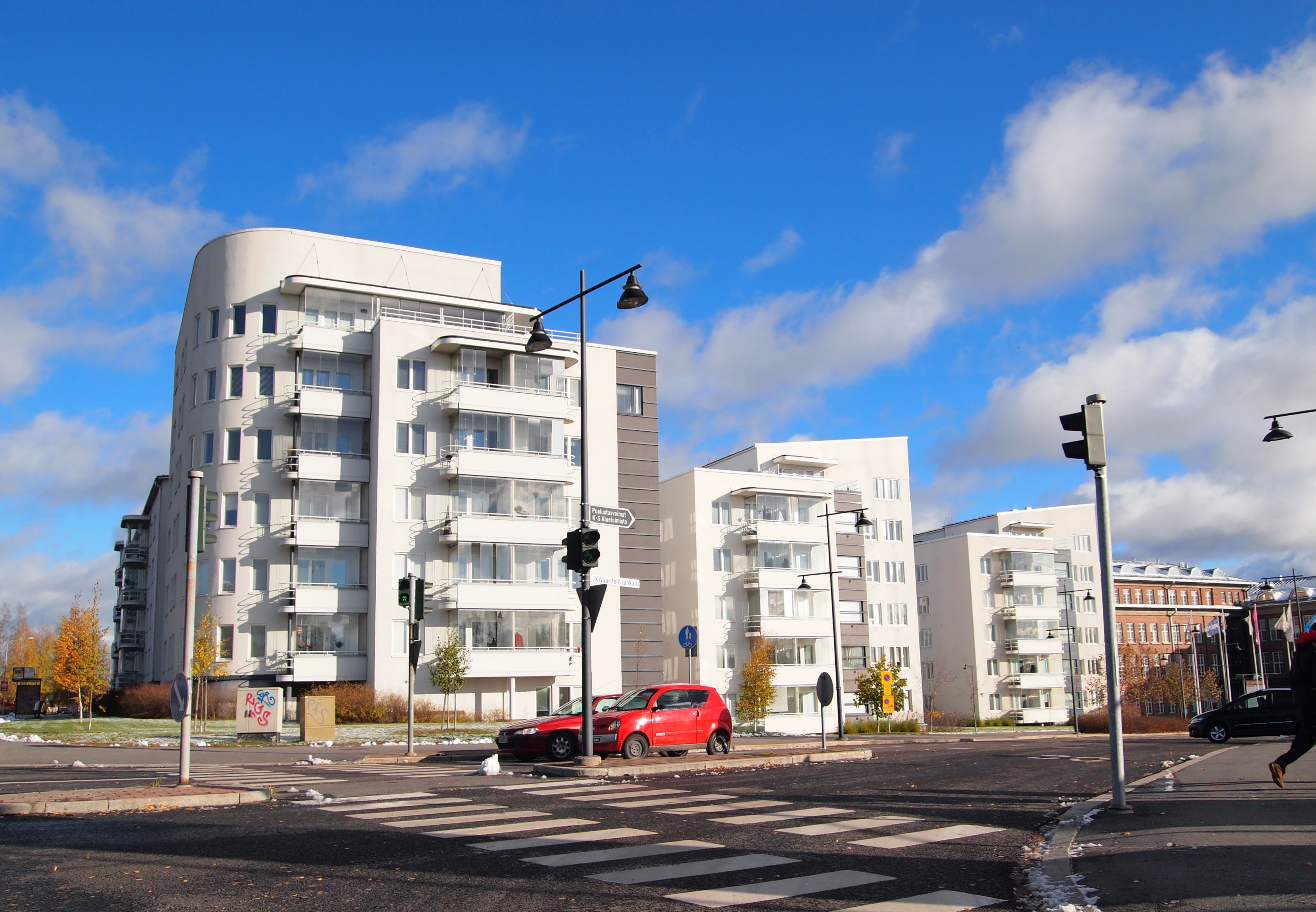
Immeubles des années 2000, à droite l'usine d'armement.
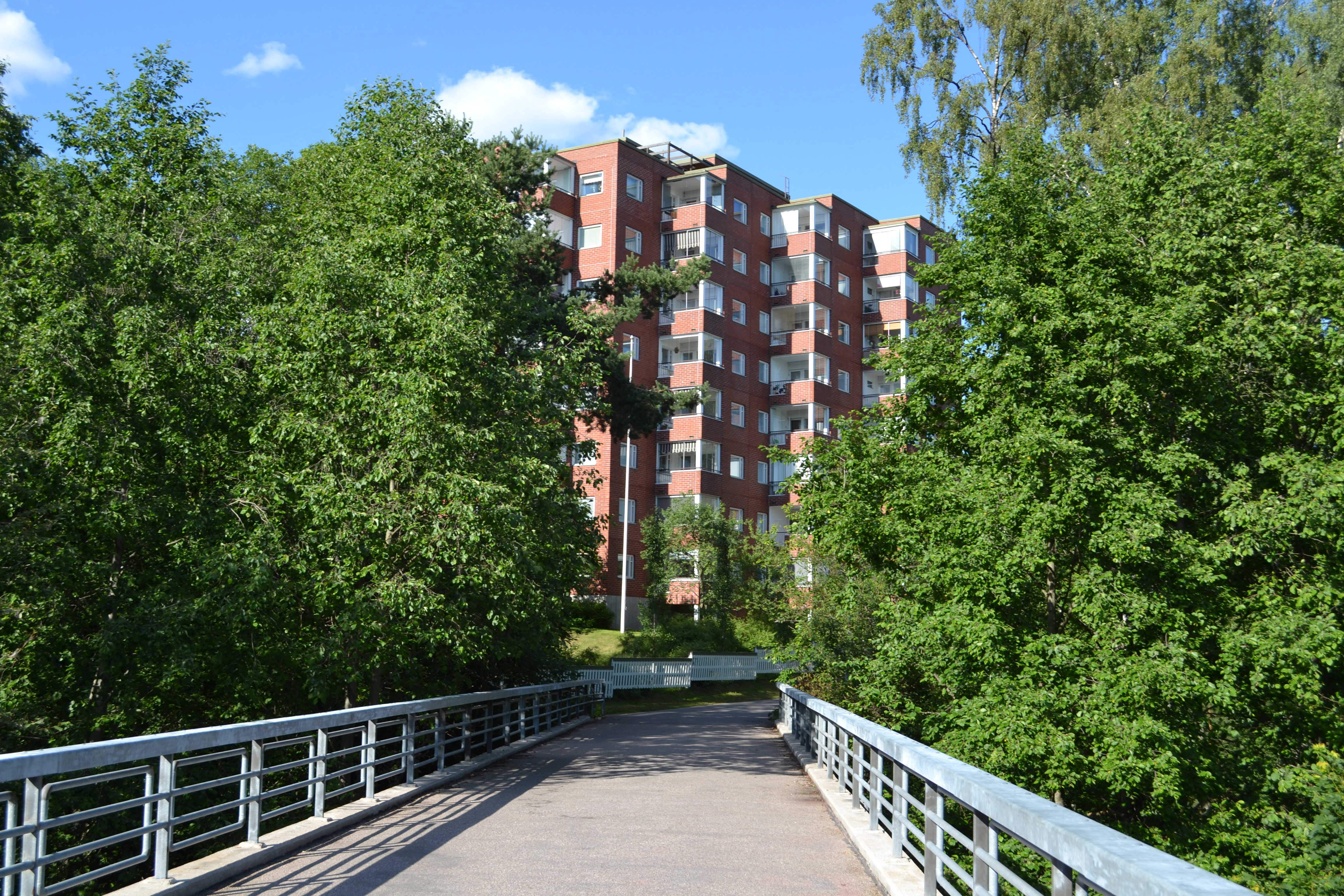
Pont menant au centre.
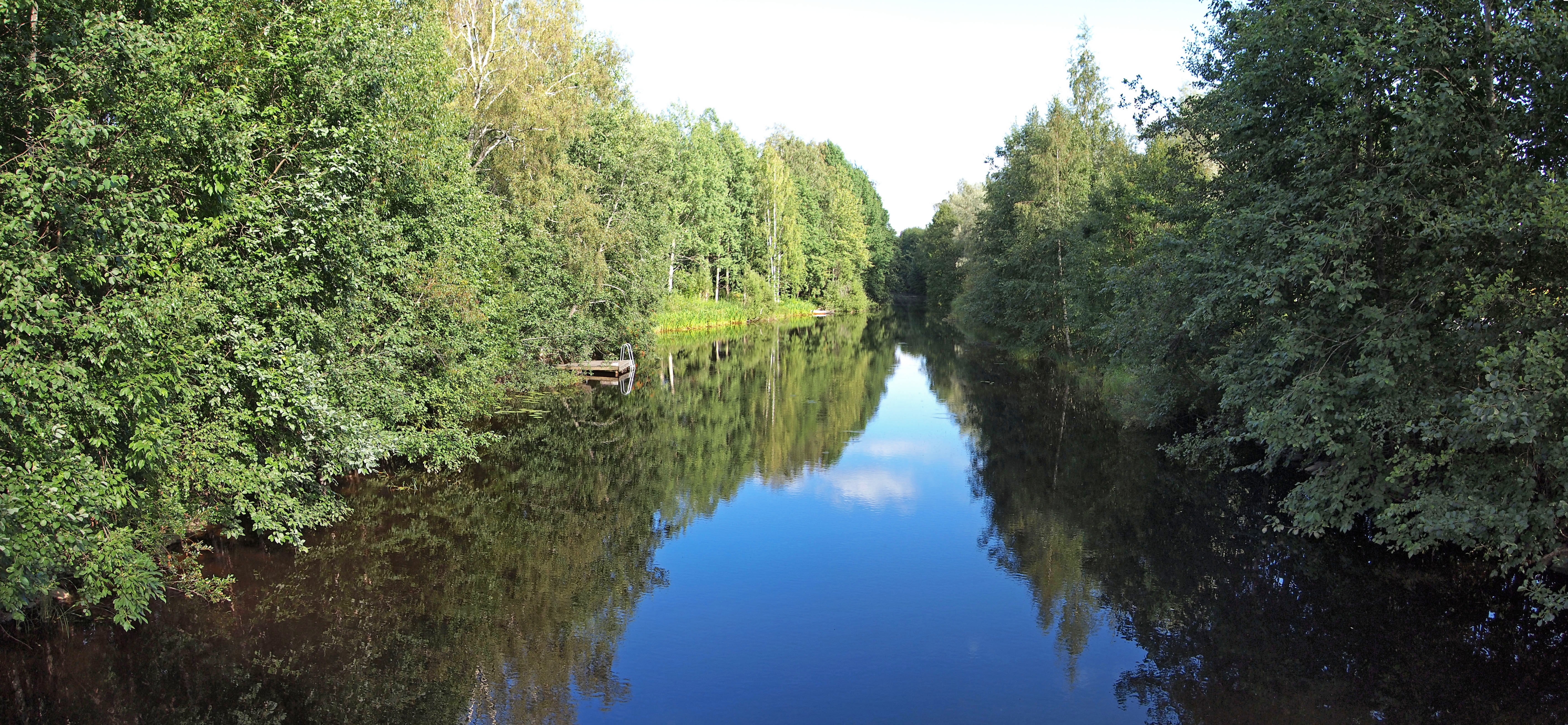
Rivière Tourujoki.